# What'll I Do (álbum)
What'll I Do es un álbum recopilatorio del cantante estadounidense Johnny Mathis. Fue publicado en junio de 1974 a través del sello discográfico Columbia Records.

## Contenido
What'll I Do contenía ocho canciones de su álbum de estudio de 1964, This Is Love. La canción que da nombre al álbum, «What'll I Do», apareció originalmente en el álbum de estudio de 1957, Warm. El álbum coincidió con la inclusión de «What'll I Do» en la banda sonora de la película The Great Gatsby (1974).

## Recepción de la crítica
Un escritor no especificado de Record World comentó que: “El maestro de humor tranquilo prepara ese escenario de easy listening y atenúa las luces una vez más en esta colección de material publicado anteriormente, con varios productores que merecen crédito. La canción que da nombre al álbum de Irving Berlin (el tema del Great Gatsby) recibe un tratamiento tierno y la conmovedora «The End of a Love Affair» está auténticamente interpretada”.

## Lista de canciones
| Lado uno |                                 |                                            |                       |          |  |
| N.º      | Título                          | Escritor(es)                               | Fecha de grabación    | Duración |  |
| 1.       | «Put On a Happy Face»           | Lee Adams Charles Strouse                  | 17 de marzo de 1964   | 3:15     |  |
| 2.       | «Poinciana (Song for the Tree)» | Buddy Bernier Nat Simon                    | 12 de marzo de 1964   | 4:07     |  |
| 3.       | «The Touch of Your Lips»        | Ray Noble                                  | 19 de marzo de 1964   | 3:28     |  |
| 4.       | «Under a Blanket of Blue»       | Marty Symes Al J. Neiburg Jerry Livingston | 19 de marzo de 1964   | 3:45     |  |
| 5.       | «What'll I Do»                  | Irving Berlin                              | 22 de octubre de 1957 | 2:55     |  |

| Lado dos |                            |                                          |                     |          |  |
| N.º      | Título                     | Escritor(es)                             | Fecha de grabación  | Duración |  |
| 1.       | «More»                     | Norman Newell Nino Oliviero Riz Ortolani | 12 de marzo de 1964 | 2:56     |  |
| 2.       | «Over the Weekend»         | Joseph McCarthy John Benson Brooks       | 17 de marzo de 1964 | 3:52     |  |
| 3.       | «Limehouse Blues»          | Douglas Furber Philip Braham             | 12 de marzo de 1964 | 4:28     |  |
| 4.       | «The End of a Love Affair» | Edward C. Redding                        | 17 de marzo de 1964 | 3:32     |  |